# The Mageseeker: A League of Legends Story
The Mageseeker: A League of Legends Story é um jogo spin-off de League of Legends, no estilo RPG de ação desenvolvido pela Digital Sun e publicado pela Riot Forge, braço da Riot Games voltado para parcerias com outros estúdios. O jogo segue a história de Sylas, que foi aprisionado pelos Magseekers, um grupo que persegue e aprisiona magos. Sylas deve escapar da prisão e libertar Demacia da tirania de seus inimigos.
A jogabilidade possui uma perspectiva de cima para baixo em 2D pixel art, e apresenta uma mistura de combate corpo a corpo e mágico. Sylas pode usar suas correntes para atacar os inimigos, bem como roubar sua magia e usá-la contra eles. O jogo também apresenta uma variedade de feitiços que Sylas pode aprender e usar em combate.
O jogo foi lançado em 18 de abril de 2023 para Microsoft Windows, Nintendo Switch, PlayStation 4 e Xbox One nas versões padrão e deluxe, em que há a disponibilização de conteúdo extra.